# Heinz Zander
Heinz Zander (Wolfen, 2 de octubre de 1939-15 de mayo de 2024) fue un pintor, dibujante, artista gráfico, ilustrador y escritor alemán.

## Biografía
Zander es un pintor de la Escuela de Leipzig. Su obra se compone de pinturas (óleo), dibujos, gráficas e ilustraciones. Además, es un escritor y ha publicado novelas, relatos y ensayos. Zander trabaja con técnicas pictóricas de los antiguos maestros. De estas técnicas ha desarrollado un lenguaje visual completamente independiente. Artistas que inspiraron a Zander son por ejemplo Bosch, Grünewald, Altdorfer, Cranach y los manieristas italianos (Pontormo, Bronzino). Zander trabaja principalmente con esmaltes de resina y óleo.

### Estudios, trabajo temprano y trabajo medio (1959 a 1983)
De 1959 a 1964, Heinz Zanders estudió en la Academia de Artes Visuales de Leipzig (Bernhard Heisig). Sus profesores y compañeros lo consideraban un talento excepcional. El profundo interés de Zander por la historia del arte le llevó a experimentar con numerosos enfoques estéticos. Las pocas obras de este tiempo que han sobrevivido no son inmediatamente identificables como obras genuinas de Zander. Podía imitar muy bien ciertos estilos (como el de Velázquez).
Durante sus estudios de clase magistral con el escultor Fritz Cremer en la Academia de las Artes de Berlín, Heinz Zander trabajó paralelamente como escenógrafo. Una serie de pinturas reflejan sus contactos con el ambiente actoral de Berlín. Su intensa ocupación con obras literarias de Bertolt Brecht, Franz Kafka y Thomas Mann, se expresa en numerosas ilustraciones gráficas y ya tienen el estilo típico de Zander.
Tras su regreso a Leipzig (1970), Zander recurrió a temas históricos. En el año conmemorativo del 450 aniversario de la Guerra de los Campesinos Alemanes (1975), se creó un Museo de la Guerra de los Campesinos en la secularizada iglesia «Kornmarktkirche» y la ciudad de Mühlhausen recibió el título «Ciudad de Thomas Müntzer». En relación con este año de conmemoración de Thomas Müntzer, Zander crea un ciclo de pinturas en varias partes dedicado a la Guerra de los campesinos (expuesto en la iglesia «Kornmarktkirche», Mühlhausen) y un gran tríptico conmemorativo de la Reforma protestante y Lutero (expuesto en el Angermuseum, Erfurt). En aquella época, el gobierno de la RDA buscaba un artista para realizar uno de los mayores proyectos artísticos del siglo XX: un panorama de la Guerra Campesina de 14 × 123 m. Zander presentó su candidatura para este proyecto. Finalmente, otro pintor recibió el encargo: Werner Tübke, el segundo gran maestro de la Escuela de Leipzig. Posiblemente se consideró a Zander demasiado complejo y enigmático para un proyecto estatal. Sin embargo, recibió el encargo de crear interpretaciones pictóricas de las óperas de Richard Wagner para la sala de concierto «Gewandhaus». A diferencia de otros contemporáneos, Zander consiguió mantener una distancia artística al aparato político de la República Democrática Alemana (RDA). La crítica se expresa sobre todo mediante la enigmatización y una exageración cultivada con la ayuda de un lenguaje pictórico manierista.

### Antes de la Caída del Muro de Berlín hasta el presente
En la década de 1980, Zander escribió una serie de novelas y relatos cortos paralelamente a su trabajo como pintor y artista gráfico. Este enfoque transversal marca la obra avanzada del artista. Los cuadros creados en la época de la Caída del Muro de Berlín comentan los acontecimientos contemporáneos a un nivel sutil. Zander no interviene aquí como activista ni de forma partidista, sino registra los acontecimientos de forma observacional. 
Los grabados y pinturas de la Alemania posterior a la reunificación oscilan entre la reclusión melancólica y el exotismo encantado-burlesco, y están poblados por diversas figuras de la mitología, la historia y los acontecimientos contemporáneos, como Diana, Acteón o Neso. 
A veces, las imágenes contienen una gran variedad de animales, plantas, personas y estructuras geológicas rocosas, paisajes místico-mágicos de las zonas climáticas más diversas, tempestuosas olas marinas y elaboradas imágenes de nubes, pero también hay fondos puramente negros, que resaltan las figuras presentadas y sus objetos guiados en toda su enigmática diversidad. En la mayoría de los casos, las figuras femeninas irradian un aura peligrosa y seductora, a la que las masculinas sucumben de forma grotesca. 
No sólo los temas pictóricos recurren a una inmensa variedad, sino también su realización pictórica y técnica. Su selección, sin embargo, no son productos casuales de la composición respectiva, sino que suele codificar una amplia variedad de significados en un simbolismo más profundo y ambiguo. 
La obra pictórica de Zander se estima en más de mil paneles. 

## Lugares de exposición
- Altenburg, Museo Lindenau
- Bad Frankenhausen, Museo Panorama
- Berlín, Universidad Humboldt
- Berlín, Galería Nacional
- Academia de Ciencias de Berlín-Brandeburgo
- Dresde, Galería de los Nuevos Maestros
- Dresde, Museo de Historia Militar de la Bundeswehr
- Leipzig, Museo de Bellas Artes
- Leipzig, Gewandhaus
- Oberhausen, Instituto Ludwig
- Tokio, el Museo Nacional de Arte Occidental
- Jena, museo de la ciudad y colección de arte

## Exposiciones individuales (selección)
- 1965 Altenburg, Museo Lindenau
- 1972 Erfurt, Angermuseum
- 1974 Leipzig, Galería Sachsenplatz
- 1976 Italia, exposición en la Galleria de Levante, Milán
- 1984 Leipzig, Museo de Bellas Artes (catálogo)
- 1995 Bad Frankenhausen, Museo Panorama (catálogo)
- 1999 Leipzig, Universidad de Leipzig (catálogo)
- 2004 Erfurt, Bilderhaus Krämerbrücke
- 2006 Leipzig, Galería Sachsenplatz (catálogo)
- 2007 Mühlhausen, Galería Thoms "HEINZ ZANDER - Malerei und Zeichnung" ("pintura y dibujo")
- 2010 Meiningen, Elisabethenburg Castle : Heinz Zander - In verschwiegener Landschaft - Malerei und Zeichnungen (catálogo)
- 2014 Erfurt, Castillo Molsdorf: Heinz Zander. Fabelhafte Begegnungen. Malerei aus der Sammlung Thoms,[5] (catálogo)
- 2016 Bad Frankenhausen, Panoramamuseum : Heinz Zander - Wanderungen auf vergessenen Wegen,  (catálogo)
- 2019 Mühlhausen, Museo de Historia Cultural "Schönheiten und Ungeheuer"
- 2022/2023: Magdeburg, Literaturhaus Magdeburg (“ Puppenspiel mit Moralitäten. Heinz Zander – Bilder zur Literatur”)

## Obras literarias
- Stille Landfahrten. Ein märchenhafter Roman und romantische Geschichten. Hinstorff Verlag, Rostock 1981
- Das sanfte Labyrinth. Roman. Hinstorff, 1984
- Der Höfling im Delta des Mississippi. Märchen, Miniaturen und eine Novelle. Robinson 1984.
- Narrenbegräbnis. Groteske Bilder. Hrsg. Renate Hartleb. Eulenspiegel Verlag, Berlín 1986, ISBN 3-359-00035-8.
- Das Max-und-Moritz-Syndrom. Ein burlesker Liebesroman. Hinstorff, Rostock 1987
- Puppenspiel mit Moralitäten oder Von der Kunst des Spazierengehens. Hinstorff, Rostock 1989
- Colberts Märchen nach der Mode. Ein kleines Erotikon. Hinstorff, 1989, ISBN 3-356-00215-5.

## Zander como ilustrador (selección)
(también en colecciones)
- Edgar Allan Poe : The Fall of the House of Usher, tesis de diploma en el Instituto de Diseño de Libros de Leipzig en la Academia de Artes Visuales de Leipzig, 1964
- Peter Hacks : Zwei Märchen. Publisher Philipp Reclam jun., Leipzig 1985 (también numerado y firmado. edición de lujo con grabado original adjunto)
- Ludwig Bechstein : Hexengeschichten. Offizin Andersen Nexö Leipzig, Hinstorff Verlag, Rostock 1986
- Bertolt Brecht : Die heilige Johanna der Schlachthöfe. Philipp Reclam hijo, Leipzig 1968
- Daniel Defoe : Moll Flanders. CH Beck y Kiepenheuer 1991, ISBN 3-406-34237-X ; Gremio de libros de Gutenberg, 1991, ISBN 978-3-7632-4003-6
- Anónimo: Historia de D. Johann Fausten . Philipp Reclam Jr., Leipzig 1979[6]
- Oswald von Wolkenstein : um dieser welten lust. Isla, Leipzig 1968
- La zarza ardiente, en Jürgen Rennert ed.: Dialog mit der Bibel. Malerei und Grafik aus der DDR zu biblischen Themen. Ecf. Haupt-Bibelgesellschaft, Altenburg 1984, p. 49 (pintado en 1979, original, óleo sobre lienzo. )
- Bernd Pachnicke (ed. ): canciones populares alemanas para voz y guitarra. Berlín: Verlag Neue Musik, 1978

## Literatura
- Zander, Heinz. En: Dietmar Eisold (ed. ): Lexikon Künstler in der DDR. Verlag Neues Leben, Berlín, 2010. ISBN 978-3-355-01761-9, págs. 1061/1062

### Catálogos
- Malerei, Zeichnung, Grafik. Museo de Bellas Artes, Leipzig 1984
- Malerei und Zeichnungen. Galerie am Sachsenplatz, Leipzig 1989
- Gemälde Zeichnungen. Städtische Kunstsammlung Freital, 1992
- Hortus conclusus. Museo Panorama de Bad Frankenhausen, 1995
- Zwischen den Inseln. Universidad de Leipzig, Custodia 1999
- In verschwiegener Landschaft. Museos de Meiningen, 2010
- Heinz Zander. Gemälde. Sandsteinverlag, Dresde 2014, ISBN 978-3-95498-137-3
- Wanderungen auf vergessenen Wegen. Museo Panorama de Bad Frankenhausen, 2016
- Arkadische Begebenheiten. Galería Thoms, Mühlhausen 2015
- Wanderungen mit Wächtern. Galería Thoms, Mühlhausen 2017